# Szczepankowo (województwo podlaskie)
Szczepankowo – wieś w Polsce położona w województwie podlaskim, w powiecie łomżyńskim, w gminie Śniadowo.
| SIMC    | Nazwa                | Rodzaj    |
| ------- | -------------------- | --------- |
| 0408586 | Szczepankowo-Kolonia | część wsi |
| 0408592 | Zanarcie             | część wsi |

## Historia
Wieś od XIV wieku do 1796 była własnością Opactwa Benedyktynów w Płocku. W XVIII w. osada targowa.
W 1865 urodziła się tutaj Józefa Klawerowa, działaczka społeczna i charytatywna.
W latach 1921–1939 wieś i folwark leżał w województwie białostockim, w powiecie łomżyńskim, w gminie Szczepankowo.
Według Powszechnego Spisu Ludności z 1921 roku zamieszkiwało:
- folwark – 83 osoby, 74 było wyznania rzymskokatolickiego, 9 żydowskiego. Jednocześnie 74 mieszkańców zadeklarowało polską przynależność narodową, 9 żydowską. Były tu 3 budynki mieszkalne
- wieś – 415 osób, 405 było wyznania rzymskokatolickiego, 5 mojżeszowego. Jednocześnie 405 mieszkańców zadeklarowało polską przynależność narodową, 5 żydowską. Było tu 65 budynków mieszkalnych[10].

Miejscowości należały do miejscowej parafii rzymskokatolickiej. Podlegała pod Sąd Grodzki i Okręgowy w Łomży; właściwy urząd pocztowy mieścił się w Łomży.
W wyniku napaści ZSRR na Polskę we wrześniu 1939 miejscowość znalazła się pod okupacją sowiecką. Od czerwca 1941 roku pod okupacją niemiecką. Od 22 lipca 1941 do 1945 włączona w skład Landkreis Lomscha, Bezirk Bialystok III Rzeszy.
Do 1954 roku oraz w latach 1973–1976 miejscowość była siedzibą gminy Szczepankowo. W latach 1975–1998 miejscowość położona była w województwie łomżyńskim.

## Zabytki

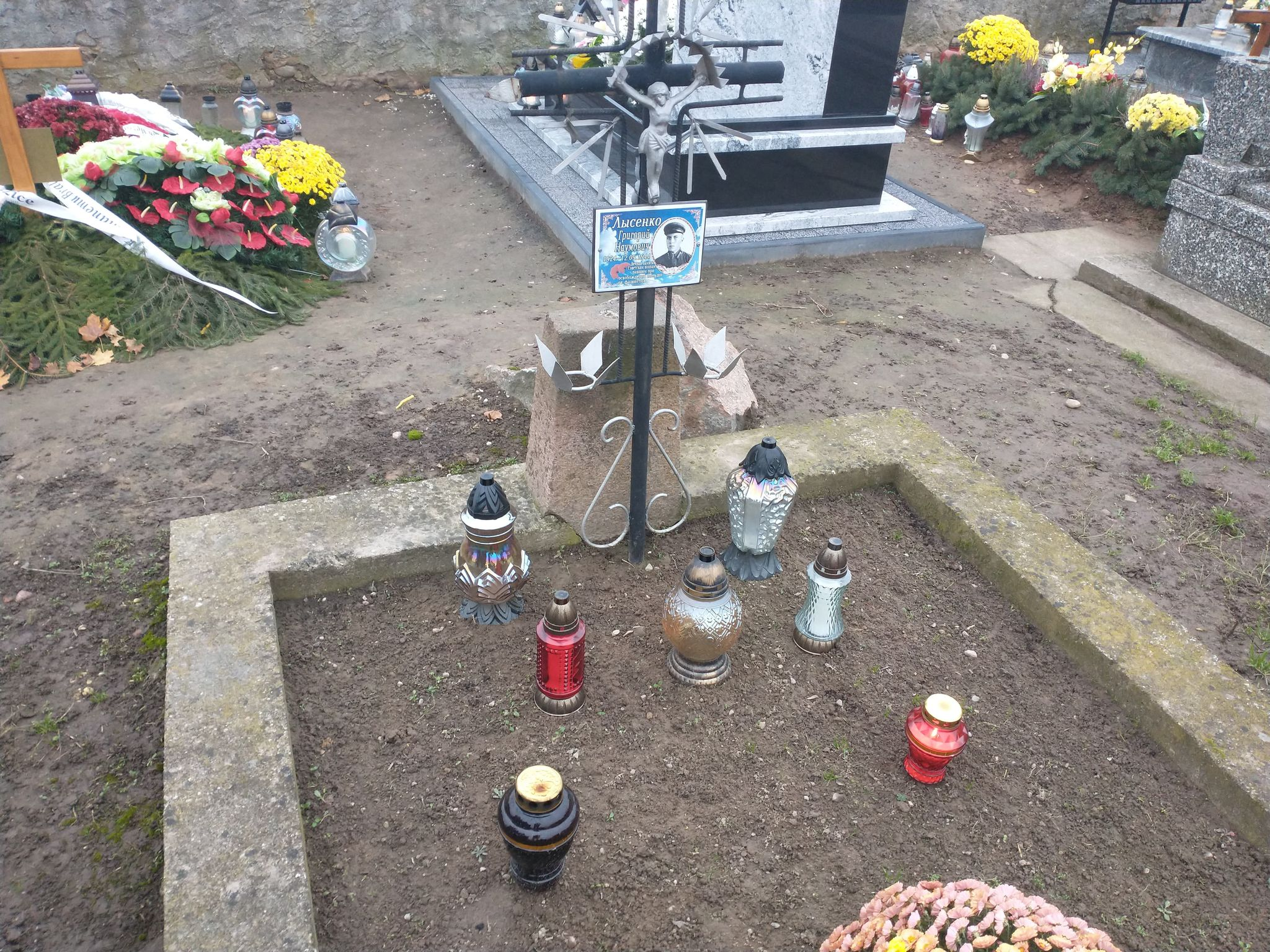
Grób żołnierzy rosyjskich poległych w 1944 r. na cmentarzu parafialnym

- we wsi znajduje się kościół murowany w stylu gotyku mazowieckiego pw. św. Wojciecha BM zbudowany w latach 1537–1547 przez opatów płockich – Łukasza i Jana Dziedzickich; konsekrowany w 1547 r. przez biskupa płockiego; szczyty wieży przekształcono około 1618 roku; kościół był kilkakrotnie remontowany w XIX i XX w.; do 1822 r. opiekę, duszpasterską nad parafią sprawowali Benedyktyni z klasztoru w Pułtusku[13]; obok kościoła stoi murowana kaplica grobowa, zbudowana dla Franciszki ze Skarżyńskich Grabowskiej (zm. 1856); plebania murowana, wybudowana w 1927 r. staraniem ks. prob. Franciszka Matuszczyka; kościół, jest siedzibą parafii św. Wojciecha BM
- na początku wsi znajduje się dwór, który został wybudowany w latach 1825–1838 dla Józefy z Bykowskich i Ottona Henryka Milberga, jej męża; wcześniej majątek należał do Antoniego Bykowskiego, ojca Józefy, który zakupił ją od Stanisława Skarżyńskiego, ten zaś dzierżawił go od rządu pruskiego; od XII wieku do końca XVIII wieku ziemie należały do benedyktynów płockich; po Milbergu – generale brygady Wojska Polskiego, dwór przeszedł na jego syna Władysława; w 1882 roku majątek jako wiano córki Władysława przeszedł w posiadanie rodziny Jana Grabińskiego; taki stan rzeczy utrzymał się aż zakończenia II wojny światowej; po zakończeniu działań wojennych we dworze ulokowano Wiejski Dom Towarowy; obecnie opuszczony, nieznacznie zniszczony dwór czeka na nowego właściciela
- na cmentarzu znajduje się grobowiec z 1886 roku, zbudowany dla rodziny Łuniewskich
- grób żołnierzy rosyjskich poległych w starciu z Niemcami w pobliżu wsi Szczepankowo w 1944 r.